# Suncook
Suncook ist ein Census-designated place (CDP) in den Towns of Allenstown und Pembroke im Merrimack County im US-Bundesstaat New Hampshire. Die Volkszählung von 2020 erfasste 5.501 Einwohner. Der CDP wurde im Jahr 2002 erstmals vom Census definiert. Die Ansiedlung Suncook war ursprünglich ein Bezirk von Bow und wurde bei deren Einrichtung zwischen Pembroke und Allenstown aufgeteilt.

## Lage
Der Ort liegt bei den Koordinaten 43° 8' 17.51" Nord und 71° 27' 10.83" West auf einer Höhe von 119 Metern über dem Meeresspiegel am Ostufer des Merrimack Rivers zu beiden Seiten der Einmündung des Suncook Rivers, entlang dessen die Grenze zwischen Allenstown und Pembroke verläuft. Die 10,1 km² große Fläche des Gebietes setzt sich zusammen aus 9,6 km² Land- und 0,5 km² Wasserfläche. Durch den Ort führt die US-3, von der im Gebiet von Allenstown die New Hampshire Route NH-28 nach Osten abzweigt.